# Белвест
«Белвест» — белорусское предприятие по производству обуви, расположенное в Витебске, Белоруссия.

## История
Предприятие было создано в 1988 году, став одним из первых предприятий в СССР с совместным иностранным капиталом. В создании участвовали немецкий концерн «Salamander» и витебская фабрика «Красный Октябрь». Первая пара обуви была выпущена в 1989 году.
В 1990 году «Белвест» вышло на проектную мощность — 2 млн пар обуви в год. С 1991 года начали открываться фирменные магазины. По состоянию на октябрь 2018 года сеть торговли насчитывает более 350 магазинов на территории Белоруссии и России.
В 2002 году предприятие стало первым на территории СНГ, получившим сертификат соответствия системы качества разработки и производства обуви требованиям ISO 9001.
С 2003 года — белорусско-российское предприятие, учредителями которого стали минский концерн «Беллегпром» и московский ЗАО «Политекс».
В 2006 году «Белвест» стал официальным спонсором фестиваля «Славянский базар» в Витебске.
С 2011 года компания состоит в холдинге с учредителями — концерном «Беллегпром» и ООО «Инвестпром».
Компания «Белвест» изготовила модели для деловых выходов олимпийской сборной Республики Беларусь на время проведения Зимних Олимпийских игр 2018.

## Достижения
- «Лучший товар Республики Беларусь» (2002, 2004, 2006, 2008, 2009, 2010, 2012, 2013, 2014)[5].
- Первое место в номинации «Лучшие товары Республики Беларусь на рынке РФ» (2001, 2003, 2005, 2007, 2008, 2009, 2010, 2011, 2012, 2013, 2014)[5].
- Премия правительства Республики Беларусь за высокое качество (2002, 2005)[5].
- Один из лучших производителей качественной продукции по версии «Global Quality Management»(1995)[6].